# Max Hopfengärtner
Adam Maxmilian (Max) Hopfengärtner (25. prosince 1842 Norimberk, Bavorsko – 25. října 1918 Holoubkov, Rakousko-Uhersko) byl německý podnikatel. S manželkou Wilhelmine Hüttennau měli 8 dětí.

## Život
Po studiích působil jako mistr v Maxhütte Haidorf v Bavorsku. V roce 1874 ho povolal do funkce vedoucího válcovny v Dobřívě a ocelárny v Borku u Rokycan německý podnikatel Bethel Henry Strousberg.
Po Strousbergově krachu spolupracoval dále jako tichý společník nového nájemce firmy Friedricha Merorese. Do roku 1880 působil jako ředitel celého podniku a nakonec roku 1885 odkoupil zbytky firmy a obnovil část železářských závodů v Holoubkově, Strašicích a Dobřívě pod názvem Zbirožské strojírny a závody. V roce 1903 přikoupil ještě zrušenou Bedřichovu huť Fridrichshütte v Rokycanech a zřídil z ní válcovnu a strojírnu.
Rodinná firma se roku 1912 změnila na Zbirožské strojírny Max Hopfengärtner a.s. V letech 1904 – 1912 nechal vystavět v Rokycanech pro své dělníky 24 řadových domků v údolí u Padrťského potoka (dnes Klabavy). Dnes se čtvrť nazývá Práchovna.
Vyhlášení republiky 28. říjen 1918 byl i dnem pohřbu majitele železáren, který zemřel několik dnů předtím.

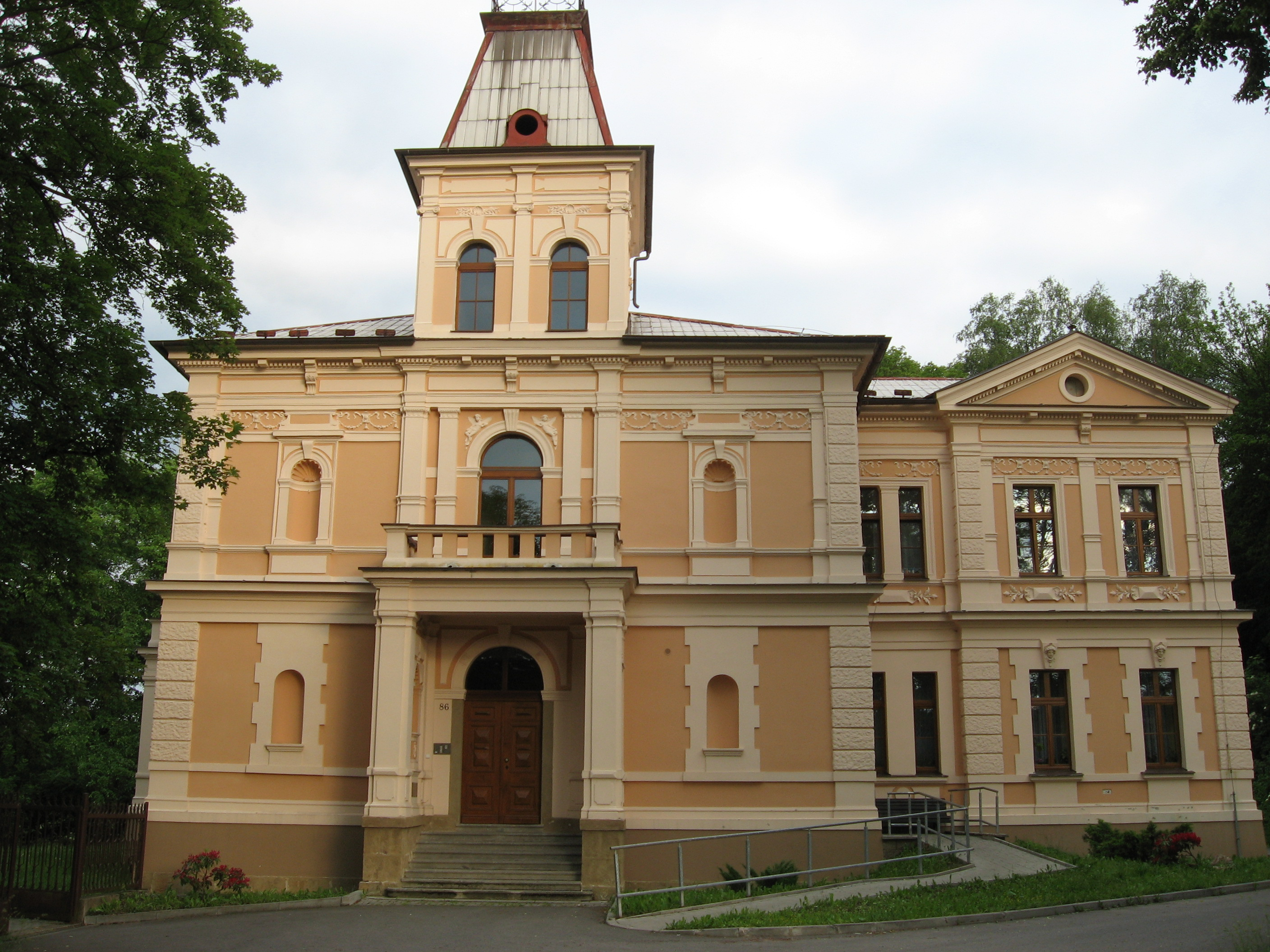
Hopfengärtnerova vila Holoubkov

## Sídlo
Sídlil v zámečku, který se jmenuje Hopfengärtnerova vila, v Holoubkově. Nyní objekt slouží jako dům s pečovatelskou službou.

## Další aktivity
Byl viceprezidentem Prvního akciového pivovaru v Plzni a prezidentem Železáren a smaltoven Bartelmus.

## Pokračovatelé díla
Syn Adolf Hopfengärtner a jeho švagr Ing. František Bartoš, manžel Agnes Therese Hopfengärtnerové, vedli firmu až do roku 1928, kdy nad podnikem převzala správu Česká banka Union.
Zbirožské železárny Hopfengärtner měly v Rokycanech válcovnu železa, která byla před časem zastavena a její výrobní kvóta prodána některým členům československého železářského kartelu, zařízení prodáno do starého železa. V Rokycanech zbyla potom jen menší strojní výroba, která byla v poslední době přenesena do Holoubkova. Tovární budovu koupilo nyní západočeské konsumní družstvo v Plzni, které v ní zřídí skladiště.
Lidové noviny, 21.11.1931
V kartelové smlouvě, kterou akciová společnost Zbirožská železárna Max Hopfengärtner uzavřela s firmami železářského kartelu, se zavázala, že již výrobu neobnoví. Smlouvu uzavřely:
- firma Zbirožské železárny Max Hopfengärtner akc. spol. v Holoubkově, kterou zastupoval člen správní rady Otto Arnstein a ředitel Josef Čižinský a
- firma Báňská a hutní společnost v Brně, kterou zastupoval Dr. Ing. Jan Tille,
- firma Pražská železářská společnost v Praze, kterou zastupoval Dr. Zdeněk Maloch,
- firma Vítkovické horní a hutní těžířstvo v Mor. Ostravě, kterou zastupoval Dr. Ing. Julius Spitzer,
- firma Železárny Rotava-Nýdek akc. spol. v Rotavě, kterou zastupoval Ing. Richard Doderer.[2]

## Ocenění
- Řád Františka Josefa za zásluhy o rozvoj monarchie a západních Čech, čestné občanství ve Strašicích a Dobřívě.